# Royal Charleroi Sporting Club
El Royal Charleroi Sporting Club és un club de futbol belga de la ciutat de Charleroi.

## Història
El club va ser fundat l'1 de gener de 1904, registrant-se a la federació el 24 de novembre de 1907 amb el nom de Charleroi Sporting Club. El 1929 se li afegí el títol de Royale. Ascendí per primer cop a primera divisió el 1947. El 2001 adoptà el nom Sporting du Pays de Charleroi.
Els seus colors són el blanc i el negre a franges verticals, d'aquí el sobrenom de les zebres.

## Estadi
L'actual estadi del club va ser inaugurat el 1939 amb el partit Sporting-Union du Centre i estava situat a prop d'una mina anomenada Mambourg. El 1985 fou modernitzat coincidint amb l'ascens del club a primera divisió. Posteriorment fou remodelat amb motiu de l'Eurocopa 2000, ampliant a capacitat als 30.000 seients. El nom canvià el 24 de maig de 1999 de Stade du Mambourg a Stade du Pays de Charleroi. Actualment la capacitat ha estat reduïda a uns 25mil espectadors.

## Palmarès
- Segona divisió belga de futbol (1):
  - 1946-47
- Segona divisió belga de futbol-Ronda final (1):
  - 1985

## Futbolistes destacats
| - Philippe Albert - Roberto Bisconti - Toni Brogno - Laurent Ciman - Alexandre Czerniatynski - Philippe Desmet - Grégory Dufer - Raymond Mommens - Olivier Renard - Enzo Scifo - François Sterchele - René Thirifays - Daniel Van Buyten - Leo Van Der Elst | - Eric Van Meir - Nasreddine Kraouche - Cristian Leiva - Graham Arnold - Eddie Krncevic - Dante - Eduardo - Jean-Jacques Missé-Missé - Osvaldo Hurtado - Nikola Jerkan - Marijan Mrmic - Michaël Ciani - Loris Reina - Ousmane Bangoura | - Kanfory Sylla - Imre Garaba - Miklos Lendvai - István Pisont - Hossein Sadaghiani - Dariush Yazdani - Alireza Emamifar - Mohammad Reza Mahdavi - Mehrdad Minavand - Nico Braun - Čedomir Janevski - Chris Dekker - Joseph Akpala - Victor Ikpeba | - Mirosław Justek - Kazimierz Kmiecik - Rodion Camataru - Ibrahim Kargbo - Mustapha Sama - Lars Eriksson - Pär Zetterberg - Adékambi Olufadé - Serhiy Serebrennikov - Enver Hadžiabdić |